# Ždírec nad Doubravou
Ždírec nad Doubravou (deutsch Zdiretz) ist eine Stadt in Tschechien. Sie liegt elf Kilometer östlich von Chotěboř an der Doubrava und gehört zum Okres Havlíčkův Brod.

## Geographie
Die Stadt befindet sich am rechten Ufer der Doubrava westlich der Saarer Berge. Im Süden liegen die Hügel der Böhmisch-Mährischen Höhe, nach Nordwesten schließen sich die Ausläufer des Eisengebirges an. In Ždírec kreuzt sich die Staatsstraße 34 zwischen Havlíčkův Brod und Hlinsko mit der 37 zwischen Žďár nad Sázavou und Chrudim sowie der 345 nach Habry.
Nachbarorte sind Horní Studenec, Údavy, Vyhnalov und Stružinec im Norden, Kohoutov im Nordosten, Krucemburk im Osten, Staré Ransko im Südosten, Nové Ransko und Hlína im Südwesten, Sobíňov im Westen, sowie Branišov und Podmoklany im Nordwesten.

## Geschichte
Ždírec wurde im Jahre 1399 erstmals urkundlich erwähnt. Der Ort lag an der „via Lubetina“, einer alten Verbindung von Böhmen über Libice nad Doubravou nach Mähren.
1939 lebten in Ždírec etwa 800 Menschen. Am 9. Mai 1945 wurde der Ort bei einem Bombardement durch sowjetische Flugzeuge größtenteils zerstört. Nach Kriegsende sank die Einwohnerzahl auf 600, bis 1965 wuchs sie auf 1450 an. Im Jahre 1951 wurde zur Unterscheidung von den in der näheren Umgebung gelegenen gleichnamigen Ortschaften Ždírec und Ždírec der offizielle Name Ždírec nad Doubravou eingeführt. Seit 1995 führt die Gemeinde ein Wappen und Banner. Seit dem 19. Jänner 2000 ist Ždírec nad Doubravou eine Stadt.

## Ortsgliederung
Die Stadt Ždírec nad Doubravou besteht aus den Ortsteilen Benátky (Benatek), Horní Studenec (Oberstudenetz), Kohoutov (Kohoutow), Nové Ransko (Neuransko), Nový Studenec (Neustudenetz), Stružinec (Struschnetz), Údavy (Audau) und Ždírec nad Doubravou (Zdiretz).

## Verkehr

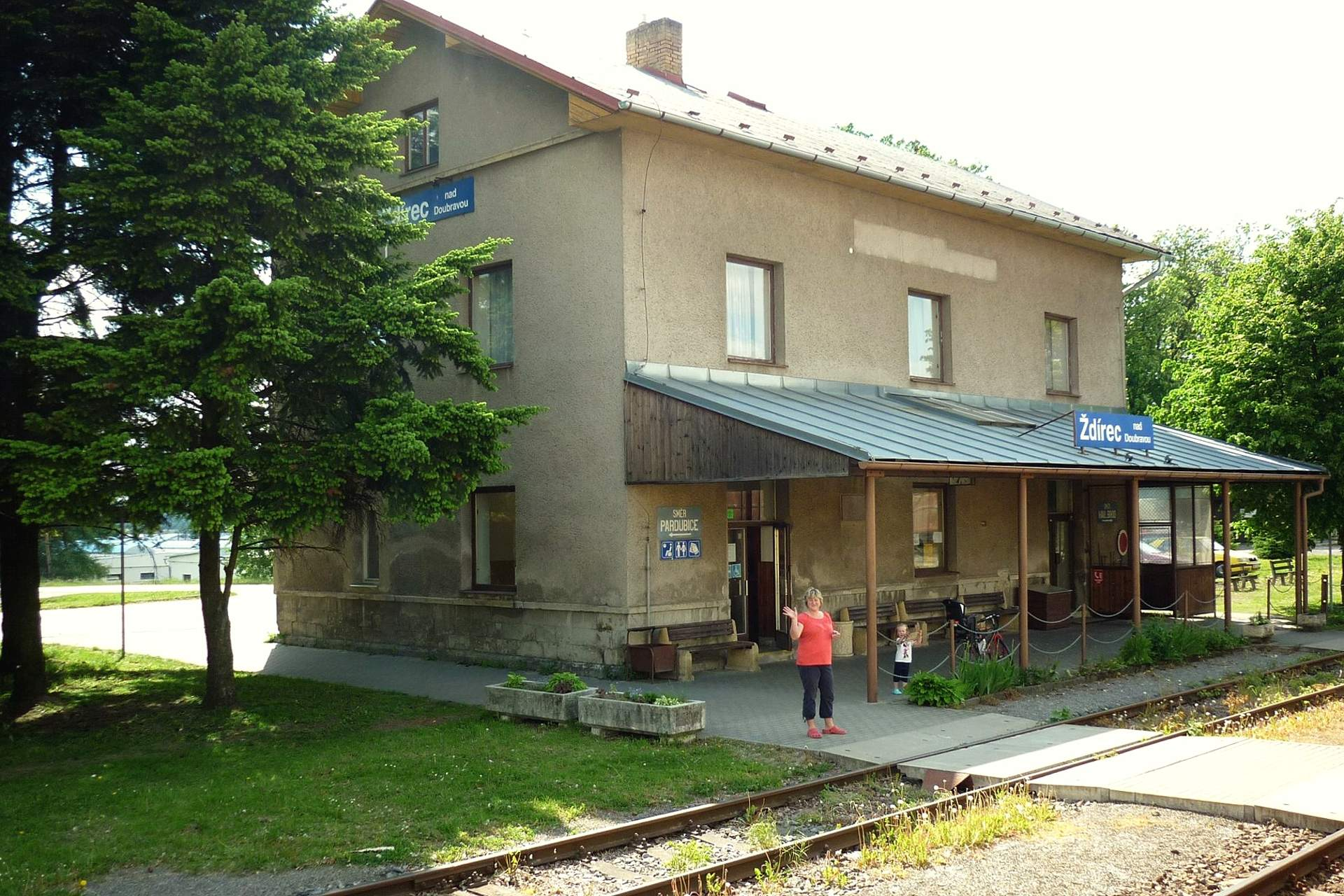
Bahnhof Ždírec nad Doubravou, 2012

Der Bahnhof Ždírec nad Doubravou liegt an der Bahnstrecke Havlíčkův Brod–Pardubice.

## Städtepartnerschaften
- Michelhausen, Österreich, 2006